# Pétres
Pétres (Petres) är en ort i Grekland.   Den ligger i prefekturen Nomós Florínis och regionen Västra Makedonien, i den norra delen av landet, 400 km nordväst om huvudstaden Aten. Pétres ligger 582 meter över havet och antalet invånare är 312. Den ligger vid sjön Límni Petrón.
Terrängen runt Pétres är kuperad åt nordväst, men åt sydost är den platt. Runt Pétres är det ganska glesbefolkat, med 32 invånare per kvadratkilometer. Närmaste större samhälle är Amýntaio, 4,4 km söder om Pétres. Trakten runt Pétres består till största delen av jordbruksmark.